# Національний олімпійський комітет
Національний олімпійський комітет (НОК) — національний орган координації світового Олімпійського руху. Забезпечує участь представників своєї країни в Олімпійських іграх, координує діяльність федерацій з окремих видів спорту щодо підготовки атлетів та тренерів для участі в Олімпійських іграх.

## Статус
Діяльність Національних олімпійських комітетів контролюється керівним органом Олімпійського руху — Міжнародним олімпійським комітетом. Національні олімпійські комітети мають право висувати кандидатури міст своєї країни для проведення Олімпійських ігор.
Станом на кінець 2020 року існує 206 Національних олімпійських комітетів, які представляють незалежні держави, а також деякі залежні території. Національні олімпійські комітети мають всі 193 країни, що входять до Організації Об'єднаних Націй, а також 13 інших територій:
- Тайвань, визнана МОК назва — Китайський Тайбей (англ. Chinese Taipei).
- Палестинська автономія, визнана МОК назва — Палестина (англ. Palestine).
- Чотири Острівні території США: Американське Самоа, Гуам, Пуерто-Рико та Американські Віргінські острови (визнані МОК під назвою Віргінські острови, англ. Virgin Islands).
- Три Британські заморські території: Бермудські острови, Британські Віргінські острови та Кайманові острови.
- Одне державні утворення, що входять до Королівства Нідерланди: Аруба. Нідерландські Антильські острови втратили статус члена МОК у 2011 внаслідок розпуску.
- Гонконг, особливий адміністративний район Китайської Народної Республіки.
- Острови Кука, асоційована держава в союзі з Новою Зеландією.
- Косово, визнана МОК.

Усі Національні олімпійські комітети також входять до Асоціації Національних олімпійських комітетів, яка складається з п'яти континентальних асоціацій, утворених за географічним принципом:
| Континент | Континент                                | Асоціація                                            | НОКи             | Найстаріший                                                                 | Найновіший             |
| --------- | ---------------------------------------- | ---------------------------------------------------- | ---------------- | --------------------------------------------------------------------------- | ---------------------- |
|           | Африка                                   | Асоціація Національних олімпійських комітетів Африки | 54               | Єгипет (1910)                                                               | Південний Судан (2015) |
| Америка   | Панамериканська Спортивна Організація    | 41                                                   | США (1894)       | Домініканська Республіка (1993) Сент-Кіттс і Невіс (1993) Сент-Люсія (1993) |                        |
| Азія      | Олімпійська Рада Азії                    | 44                                                   | Японія (1912)    | Східний Тимор (2003)                                                        |                        |
| Європа    | Олімпійські комітети Європи              | 50                                                   | Франція (1894)   | Косово (2014)                                                               |                        |
| Океанія   | Національні олімпійські комітети Океанії | 17                                                   | Австралія (1895) | Тувалу (2007)                                                               |                        |